# Ацис и Галатея (балеты)
А́цис и Галате́я – балеты на мифологический сюжет из поэмы Овидия «Метаморфозы».

## Сюжет

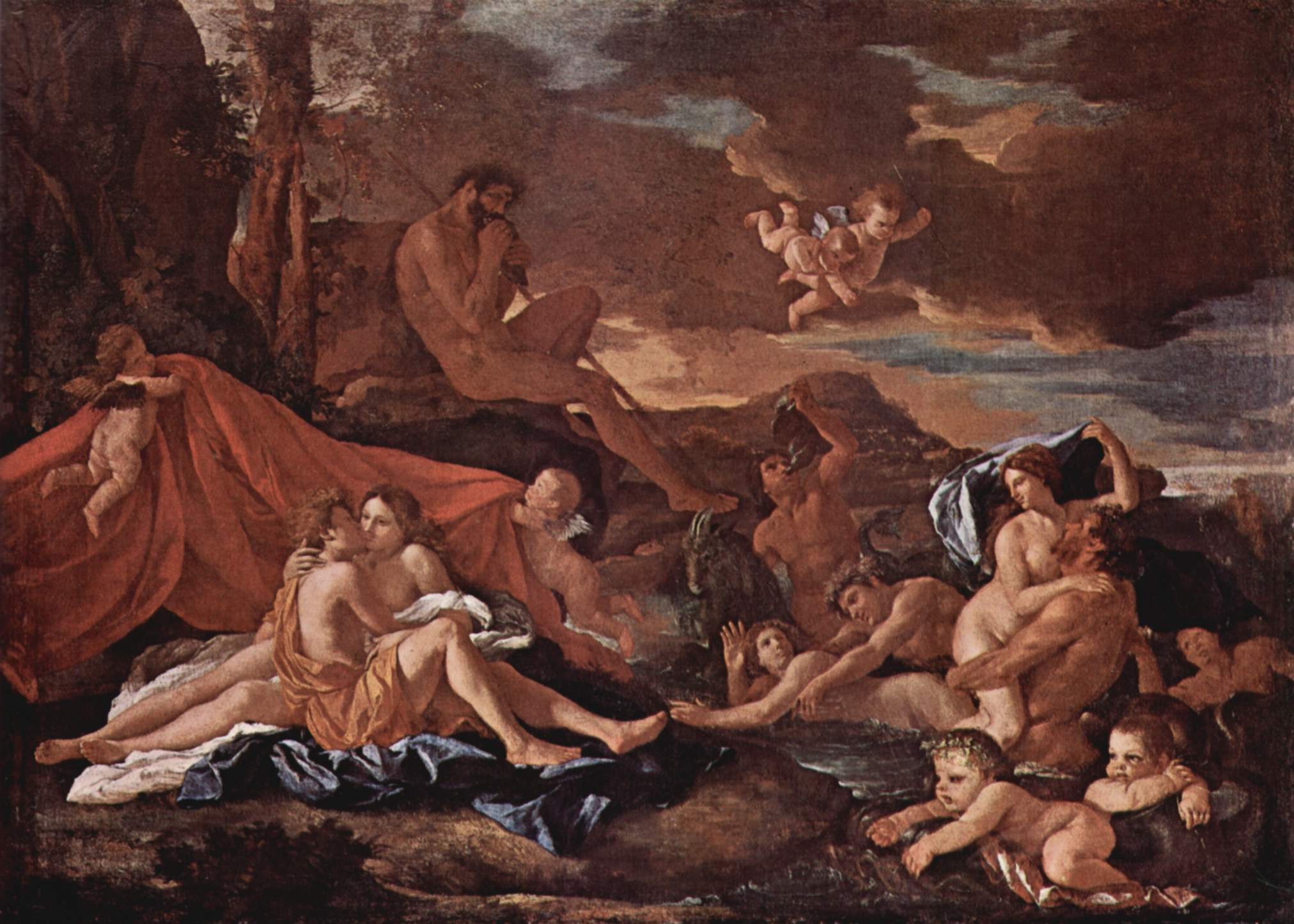
Пуссен. Акид и Галатея, 1629—1630

Сюжет балета основан на античном мифе о несчастной любви Галатеи и Ациса (иногда латинизированное имя передаётся как Атис, в греческом варианте Акид). Сценаристы использовали сюжет из поэмы Овидия «Метаморфозы». Сама по себе эта латинская поэма является результатом многовекового развития мифологической традиции в античной литературе. Поэма является сборником мифических любовных историй, приводящих к превращению кого-то из героев, то есть метаморфозе. Морская нимфа, нереида Галатея и Ацис, сын Фавна и речной нимфы, испытывают взаимное чувство. На беду в Галатею влюбляется циклоп Полифем, существо ужасное и мощное. Он бросает в Ациса скалу, которая его раздавила. Морской бог Нептун, отец Галатеи, по её просьбе превращает кровь Ациса, текущую из-под скалы, в реку, у вод которой нимфа ищет утешения.   
Сюжет пользовался большой популярностью. Он представлен на многих живописных полотнах, послужил основой для опер Марка-Антуана Шарпантье, Жан-Батиста Люлли и Георга Фридриха Генделя.

## Постановки Гильфердинга
Балетмейстер Ф. Гильфердинг поставил пантомимный балет на музыку И. Хольцбауэра в 1753 году в Вене. 
Он повторил свою постановку в Петербурге в Зимнем дворце.  Композитором и дирижёром был И. Старцер, сценарий П. Гранже. По одним источникам спектакль был 6 февраля 1764 года. Балет исполняли придворные: Гимен - великий князь Павел Петрович, Ацис – принц Курляндский, Галатея - графиня Е. Сиверсова, Полифем - князь Борятинский. Амур - С. А. Олсуфьев, пастухи и пастушки танцующие - фрейлина княжна М. Хованская, графиня Е. Бутурлина, фрейлины Хитрово, Дараганова, князь И. Несвицкий, шталмейстер Л. Нарышкин, г-н Цоллер. Пастух поющий - шталмейстер Нарышкин. Пастушка поющая - фрейлина Дараганова.

## Постановка Новерра
Ж. Ж. Новер поставил в 1772 году в Вене балет в 3 актах на музыку композитора Ф. Аспельмайра.

## Постановки Дидло
Шарль Дидло впервые поставил пасторальный балет в 1 акте в Лондоне 15 июня 1797 года на музыку композитора Босси.
После возвращения в Россию он поставил анакреонтический балет в 2 актах на музыку композитора К. А. Кавоса 30 августа 1816 года на сцене Большого театра в Петербурге. Спектакль оформили художники Д. А. Корсини и Кондратьев. Партии исполняли Галатея – А. И. Истомина, Ацис – А. С. Новицкая, Полифем – Огюст, Амур – В. А. Зубова, Венера - М. Н. Иконина, Аполлон - Я. Люстих, Флора – Н. Никитина. Аспазия – А. А. Лихутина.

## Постановка Иванова
Одноактный балет в Мариинском театре был поставлен 21 января 1896 года балетмейстером Львом Ивановым на музыку дирижёра театра, чеха по национальности,  Андрея Кадлеца, по сценарию В. И. Лангаммера. Спектакль оформили художники В. Перминов, Е. П. Пономарев, дирижировал Р. Е. Дриго. Партии исполняли Полифем – Н. С. Аистов, Галатея – Л. А. Рославлева, Ацис – С. Г. Легат. Гименей – О. И. Преображенская, Амур – В. А Трефилова.

## Постановка Фокина
Хореографический дебют балетмейстера состоялся 20 апреля 1905 года на сцене Мариинского театра. Спектакль ставился на ту же музыку Кадлеца и тот же сценарий, что и балет Иванова, но был принципиально новым по хореографии. Это был экзаменационный спектакль Петербургского театрального училища, в котором М. М. Фокин вёл женский класс. 
Впервые взявшись за постановку, М. М. Фокин решил реализовать в ней новые хореографические идеи. В частности он думал о приближении танцев и пластики к античным прототипам. В этой связи он серьёзно работал в Публичной библиотеке. Заведующий художественным отделом библиотеки, известный критик В. В. Стасов, заинтересовался читателем с необычными запросами и познакомился с Фокиным, узнав о его замыслах, он посоветовал молодому балетмейстеру многие редкие издания. Однако администрация училища, узнав о необычности постановки, запретила Фокину излишние новации. Мотив этого запрета был очевиден – учащиеся должны на экзамене показать то, чему их учили, то есть классический балетный танец. Фокин был вынужден подчиниться этому очевидному аргументу.
Однако некоторые новшества всё-таки были реализованы. Были приближены к античным образцам костюмы актёров. Фокин решительно отказался от свойственных классическому балету симметричных построений, он также стремился расположить актёров в нескольких уровнях, используя сидящие и лежащие на полу позы. Ограниченно и осторожно были введены некоторые новшества в мимическую игру, жестикуляцию. Однако в целом балет смотрелся как вполне продолжающий классические традиции.
В балете приняли участие ученицы из класса М. Фокина, мужские партии исполняли ученики Михаила Обухова:  Галатея – М. Н. Горшкова, Ацис – Ф. В. Лопухов, Полифем – А. А. Облаков, Гименей – Е. А. Смирнова. Амур – Л. В. Лопухова.